# Simmaco (nome)
Simmaco  è un nome proprio di persona italiano maschile.

## Varianti
- Femminili: Simmaca[3]

### Varianti in altre lingue
- Albanese: Simaku
- Basco: Simako
- Bretone: Symmakus
- Catalano: Símmac
- Croato: Simah
- Ebraico: סוּמָכוֹס (Sumchus)
- Esperanto: Simako
- Francese: Symmaque
- Georgiano: სიმახუსი (Simakhusi)
- Greco antico: Σύμμαχος (Sýmmachos)[2][4]
- Inglese: Symmachus
- Latino: Symmachus[1][2][4]
- Polacco: Symmachus
- Portoghese: Símaco
- Rumeno: Simachus
- Russo: Симмах (Simmach)
- Sloveno: Simah
- Spagnolo: Símaco
- Tedesco: Symmachus
- Ungherese: Szümmakhosz

## Origine e diffusione
Continua il tardo nome latino Symmachus, a sua volta tratto dal nome greco Σύμμαχος (Symmachos), molto antico e documentato già dal V secolo a.C.: è composto da συν (syn, "insieme", da cui anche Sinforosa) e μαχεσθαι (machesthai, "combattere", da cui anche Telemaco, Callimaco, Andromaco e Lisimaco), quindi il significato viene interpretato come "che combatte assieme", "alleato", "commilitone".
In Italia è molto raro, diffuso principalmente in Campania, soprattutto nel Casertano, rispecchiando la diffusione del culto di san Simmaco, patrono di Santa Maria Capua Vetere. Il nome è altresì noto per essere stato portato da Simmaco, che fu papa fra il IV e il V secolo, e da Quinto Aurelio Simmaco, uno scrittore e oratore latino.

## Onomastico
L'onomastico si può festeggiare il 19 luglio in memoria di san Simmaco, papa, oppure il 22 ottobre in onore di san Simmaco, vescovo di Capua.

## Persone

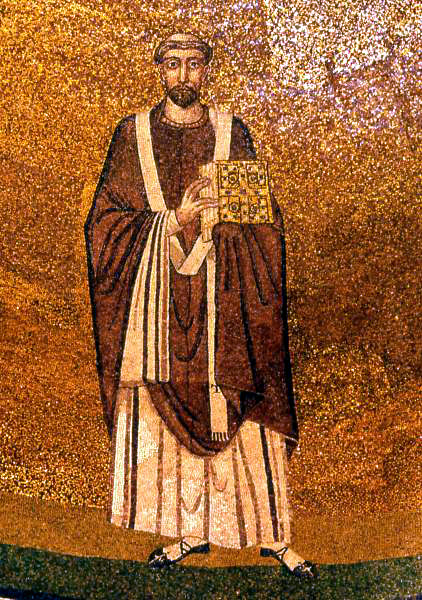
Papa Simmaco

### Storia antica
- Simmaco, papa
- Simmaco, prefetto del pretorio d'Africa
- Simmaco, vescovo di Capua
- Simmaco l'Ebionita, traduttore greco
- Aurelio Valerio Tulliano Simmaco, politico romano, morto dopo il 330
- Flavio Simmaco, console del 522
- Lucio Aurelio Avianio Simmaco, politico romano, morto nel 376, figlio del precedente
- Quinto Aurelio Simmaco, politico romano ed oratore, figlio del precedente
- Quinto Fabio Memmio Simmaco, politico romano, figlio del precedente
- Quinto Aurelio Memmio Simmaco, console del 485

### Storia moderna
- Alessio Simmaco Mazzocchi, presbitero, filologo, biblista e archeologo italiano
- Simmaco Tartaglione, pallavolista italiano

### Varianti
- Symmachus ben Joseph, rabbino ebreo